# Rony Martínez
Rony Darío Martínez Alméndarez (* 16. Oktober 1987 in Olanchito) ist ein honduranischer Fußballspieler.

## Karriere

### Klub
Zur Saison 2012/13 wechselte er zum CD Real Sociedad. Dort stand er bis zum Ende der Spielzeit 2016/17 im Kader und wurde anschließend in die Volksrepublik China zu Baoding Yingli ETS verliehen. Nach dem Ende der Leihe am Ende des laufenden Kalenderjahres kehrte er jedoch nicht zu seinem Klub zurück, sondern wechselte direkt weiter zum CD Olimpia. Nach einem Jahr hier zog es ihn Anfang 2019 weiter zu Real España. Seit Beginn des Jahres 2021 spielt er wieder für Real Sociedad.

### Nationalmannschaft
Seinen ersten Einsatz für die honduranische Nationalmannschaft hatte er am 2. Juni 2013 bei einer 0:2-Freundschaftsspielniederlagege gegen Israel, wo er zur 59. Minute für Andy Najar eingewechselt wurde. Gleich danach folgten Einsätze beim Gold Cup 2013, wo er mit seinem Team es bis ins Halbfinale schaffte. Nach weiteren Freundschaftsspielen stand er auch im Kader bei der Weltmeisterschaft 2014, kam jedoch nicht zu Einsatzzeit. Sein bislang letzter Einsatz im Nationaldress ist auf dem 13. Juni 2017 datiert, wo er bei einem 2:2 gegen Panama bei der Qualifikation zur Weltmeisterschaft 2018, zum Einsatz kam.